# Medina megye (Texas)
Medina megye az Amerikai Egyesült Államokban, azon belül Texas államban található. Megyeszékhelye és legnagyobb városa  Hondo. Lakosainak száma 50 748 fő (2020. április 1.). Medina megye Bexar, Bandera, Atascosa, Frio, Uvalde és Zavala megyékkel határos.

## Népesség
A megye népességének változása:
| Lakosok száma | 46 154 | 46 529 | 46 871 | 47 399 | 48 417 | 50 748 |
|               | 2010   | 2011   | 2012   | 2013   | 2015   | 2020   |